# (6612) Hachioji
(6612) Hachioji es un asteroide perteneciente al cinturón de asteroides, descubierto el 10 de marzo de 1994 por Yoshio Kushida y el también astrónomo Osamu Muramatsu desde el Yatsugatake-Kobuchizawa Observatory, Japón.

## Designación y nombre
Designado provisionalmente como 1994 EM1. Fue nombrado por Hachiōji, una ciudad situada a 50 km al oeste de Tokio. Hachioji es la ciudad donde nació y creció el primer descubridor. Antiguamente era «la ciudad de la seda y los textiles», pero ahora que se han establecido o trasladado allí varias universidades, se la conoce como «la ciudad universitaria».

## Características orbitales
Hachioji está situado a una distancia media del Sol de 2,421 ua, pudiendo alejarse hasta 2,780 ua y acercarse hasta 2,063 ua. Su excentricidad es 0,148 y la inclinación orbital 3,841 grados. Emplea 1376,04 días en completar una órbita alrededor del Sol.
Pertenece a la familia de asteroides de (135) Hertha.

## Características físicas
La magnitud absoluta de Hachioji es 13,74. Tiene 4,749 km de diámetro y su albedo se estima en 0,342. 